# Bijou Phillips

Bijou Lilly Phillips (Greenwich, Connecticut, 1980. április 1. –) amerikai színésznő, modell és énekes. 
Karrierjét modellként kezdte, majd hamarosan énekesnőként debütált, 1999-ben jelent meg I'd Rather Eat Glass című albuma. Olyan filmekben szerepelt, mint a Fekete-fehér (1999), a Majdnem híres (2000), a Genya (2001), a Szekta (2003), A titkos ajtó (2004), a Kígyóharapás (2005), a Motel 2. (2007), és a Fulladás (2008).

## Fiatalkora
Phillips Greenwichben, Connecticutban született, John Phillips a The Mamas & the Papas együttes tagja és az akkori felesége Geneviève Waite, a dél-afrikai modell és színésznő lányaként. Ő a legfiatalabb John Phillips gyermekei közül. Három féltestvére van: Chynna Phillips, énekes és színésznő, Mackenzie Phillips, színésznő és Jeffrey Phillips, vér szerinti testvére Tamerlane Phillips. Keresztapja Andy Warhol (1928-1987) amerikai festő, filmrendező és konceptuális művész. Szülei szétválása után mindkét szülője alkalmatlannak bizonyult Phillips nevelésére, ezért nevelőszülőkhöz került New Yorkba. Apja nyerte meg a harmadfokú gyermekelhelyezési pert ezért Phillips hozzá költözött Long Island-re.

## Pályafutása
James Toback Fekete-fehér (1999) című filmjében debütált, a kritikusok dicsérték Charlie szerepében nyújtott teljesítményét. 2001-ben Kate Hudson-nal játszott a Majdnem híres című filmvígjáték-drámában, amely négy Oscar-díj jelölést tudhat magáénak, kritikailag és bevételi szempontból is sikert aratva. Még ugyanebben az évben a Fűvel-fával című komédiában és Genya című drámában szerepelt. Mischa Bartonnal játszott Szekta című thrillerben, amelyet a Cannes-i fesztiválon mutattak be 2003-ban. 2004-ben Jeff Bridges és Kim Basinger oldalán szerepelt John Irving regényének A titkos ajtó című adaptációjában. Főszerepet játszott az Ámok című 2005-ös filmdrámában, Anne Hathawayjel. Ugyanebben az évben feltűnt a Kígyóharapás című tini horror-thrillerben is. Ő játszotta a főszereplő Whitney-t a Motel 2. horrorfilmben, amelyet 2007-ben forgattak. Játszott még a What We Do Is Secret-ben, ahol ismét Lauren German partnere volt.
2008-ban a Fulladás című fekete komédiában szerepelt Anjelica Hustonnal és Sam Rockwell-lel, a filmet Clark Gregg rendezte. A film alapjául Chuck Palahniuk azonos című regénye szolgált. Egy Marcy nevű nőt játszott a Szerető kerestetik című vígjátékban, Danny Mastersonnal és Chris Mastersonnal. Ezután az Abel Ferrara által rendezett  Chelsea on the Rocks című életrajzi dokumentumfilmben Nancy Spungeon szerepét kapta meg. Főszerepe volt a Sötét utcák filmthrillerben és a 2009-es It's Alive horrorfilmben. A 2009-es The Bridge to Nowhere című drámában ismét együtt szerepelt Danny Mastersonnal. 
2010 és 2013 között visszatérő szereplőként Lucy-t játszotta a Fox Nevelésből elégséges vígjátéksorozatában.

## Modellkedés
Phillips olyan magazinok címlapján szerepelt már, mint a Playboy, a Stuff és a Nylon. 13 éves korában az Interwiew című magazin címlapján pózolt és nem sokkal később ő lett a legfiatalabb modell, aki megjelent az olasz Vouge címlapján. Phillips a Calvin Klein több reklámkampányában is szerepelt. 2000-ben a #88 lett a Maxim magazin a világ 100 legszexisebb nője listán. 2007-ben a #52 lett a Stuff magazin a világ 100 legszexisebb nője listáján.

## Magánélete
1999-ben a Fekete-fehér című film forgatásán ismerkedett meg Elijah Wood-dal, de a pár nem sokkal később szakított. 2004-ben randevúzni kezdett Danny Masterson színésszel, akivel egy póker versenyen találkozott Las Vegasban. Mindketten a szcientológiai egyház tagjai. 2009 márciusában eljegyezték egymást. 2011-ben házasodtak össze, házasságuk 2023-ban ért véget.

## Filmográfia

### Film
| Év   | Magyar cím                              | Eredeti cím                             | Szerep                            | Magyar hang        |
| ---- | --------------------------------------- | --------------------------------------- | --------------------------------- | ------------------ |
| 1999 |                                         | Sugar Town                              | autogramos lány                   |                    |
| 1999 | Fekete-fehér                            | Black and White                         | Charlie                           |                    |
| 2000 | Majdnem híres                           | Almost Famous                           | Estrella Starr                    |                    |
| 2001 |                                         | Fast Sofa                               | Tracy                             |                    |
| 2001 | Fűvel-fával                             | Tart                                    | Delilah Milford                   |                    |
| 2001 | Genya                                   | Bully                                   | Ali Willis                        | Kisfalvi Krisztina |
| 2003 | Szekta                                  | Octane                                  | turista                           |                    |
| 2004 | A titkos ajtó                           | The Door in the Floor                   | Alice                             | Molnár Ilona       |
| 2005 | Ámok                                    | Havoc                                   | Emily                             | Szabó Zselyke      |
| 2005 | Kígyóharapás                            | Venom                                   | Tammy                             | Dögei Éva          |
| 2006 |                                         | Friendly Fire                           | Szerető                           |                    |
| 2007 |                                         | Spin / You Are Here                     | Aubrey                            |                    |
| 2007 |                                         | The Wizard of Gore                      | Maggie                            |                    |
| 2007 | Motel 2.                                | Hostel: Part II                         | Whitney Swerling                  | Csondor Kata       |
| 2007 |                                         | What We Do Is Secret                    | Lorna Doom                        |                    |
| 2008 |                                         | The Art of Travel                       | Christina Layne                   |                    |
| 2008 | Fulladás                                | Choke                                   | Ursula                            |                    |
| 2008 | Sötét utcák                             | Dark Streets                            | Crystal                           |                    |
| 2009 | Rosencrantz és Guildenstern élőhalottak | Rosencrantz and Guildenstern Are Undead | Lauren Lamont (nincs feltüntetve) |                    |
| 2009 | Eszmélés                                | Wake                                    | Carys Reitman                     | Dögei Éva          |
| 2009 | Szerető kerestetik                      | Made for Each Other                     | Marcy                             | Vadász Bea         |
| 2009 |                                         | The Bridge to Nowhere                   | Jasper                            |                    |
| 2009 |                                         | It's Alive                              | Lenore Harker                     |                    |
| 2010 |                                         | Black Limousine                         | Erica Long                        |                    |

Egyéb filmek
| Év   | Cím                         | Szerep            | Megjegyzések   |
| ---- | --------------------------- | ----------------- | -------------- |
| 2005 | Pancho's Pizza              | ismeretlen szerep | rövidfilm      |
| 2005 | The Outsider                | önmaga            | dokumentumfilm |
| 2008 | Chelsea on the Rocks        | Nancy Spungen     | dokumentumfilm |
| 2009 | The Heart Is a Drum Machine | önmaga            | dokumentumfilm |

### Televízió
| Év        | Magyar cím                               | Eredeti cím                       | Szerep                       | Megjegyzések                   |
| --------- | ---------------------------------------- | --------------------------------- | ---------------------------- | ------------------------------ |
| 2006      | CSI: A helyszínelők                      | CSI: Crime Scene Investigation    | Lil' Cherry                  | 1 epizód                       |
| 2006      |                                          | Totally Awesome                   | Karelynn (nincs feltüntetve) | tévéfilm                       |
| 2010      | Hawaii Five-0                            | Hawaii Five-0                     | Camille                      | 1 epizód                       |
| 2010–2013 | Nevelésből elégséges                     | Raising Hope                      | Lucy Carlyle                 | visszatérő szereplő (7 epizód) |
| 2012      | Esküdt ellenségek: Különleges ügyosztály | Law & Order: Special Victims Unit | Dia Nobile                   | 1 epizód                       |

## Diszkográfia
- "When I Hated Him (Don't Tell Me)" kislemez (1999)
- I'd Rather Eat Glass (1999)[15]